# Suore della Beata Vergine Maria Regina del Santo Rosario
Le Suore della Beata Vergine Maria Regina del Santo Rosario, dette rosarie, sono un istituto religioso femminile di diritto pontificio.

## Storia
Le origini dell'istituto risalgono al collegio fondato a Udine nel 1705 dalla contessa Emilia Freschi: insieme con tre compagne, vi diede inizio all'unione delle maestre di carità e delle orfanelle che, pur non pronunciando voti, conducevano vita fraterna in comunità e si dedicavano all'educazione delle fanciulle povere e alla recita del rosario.
Dopo la morte della Freschi, la giovane comunità accettò il servizio nella casa di carità del sacerdote oratoriano Giuseppe Filippo Renati e, alla morte di Renati, l'opera passò alle dipendenze dell'amministrazione civica di Udine.
La comunità sopravvisse alle soppressioni del Settecento e dell'Ottocento grazie al carattere secolare dell'istituzione, che si trasformò in congregazione religiosa solo 15 agosto 1925, quando le suore emisero i primi voti.
L'istituto ricevette il pontificio decreto di lode nel 1943 e l'approvazione definitiva nel 1950.

## Attività e diffusione
Le suore si dedicano ad attività educative.
Oltre che in Italia, le congregazione opera in Bolivia e in Cile; la sede generalizia è a Udine.
Alla fine del 2015 l'istituto contava 60 religiose in 8 case.